# Ханкишиев, Сталик
Станисла́в Гусе́йнович (Ста́лик) Ханкиши́ев (азерб. Stanislav Hüseyn oğlu (Stalik) Xankişiyev; род. 2 февраля 1962, Фергана) — российский кулинарный писатель, автор книг, в основном посвящённых узбекской и азербайджанской кухне, телеведущий и видеоблогер.

## Биография

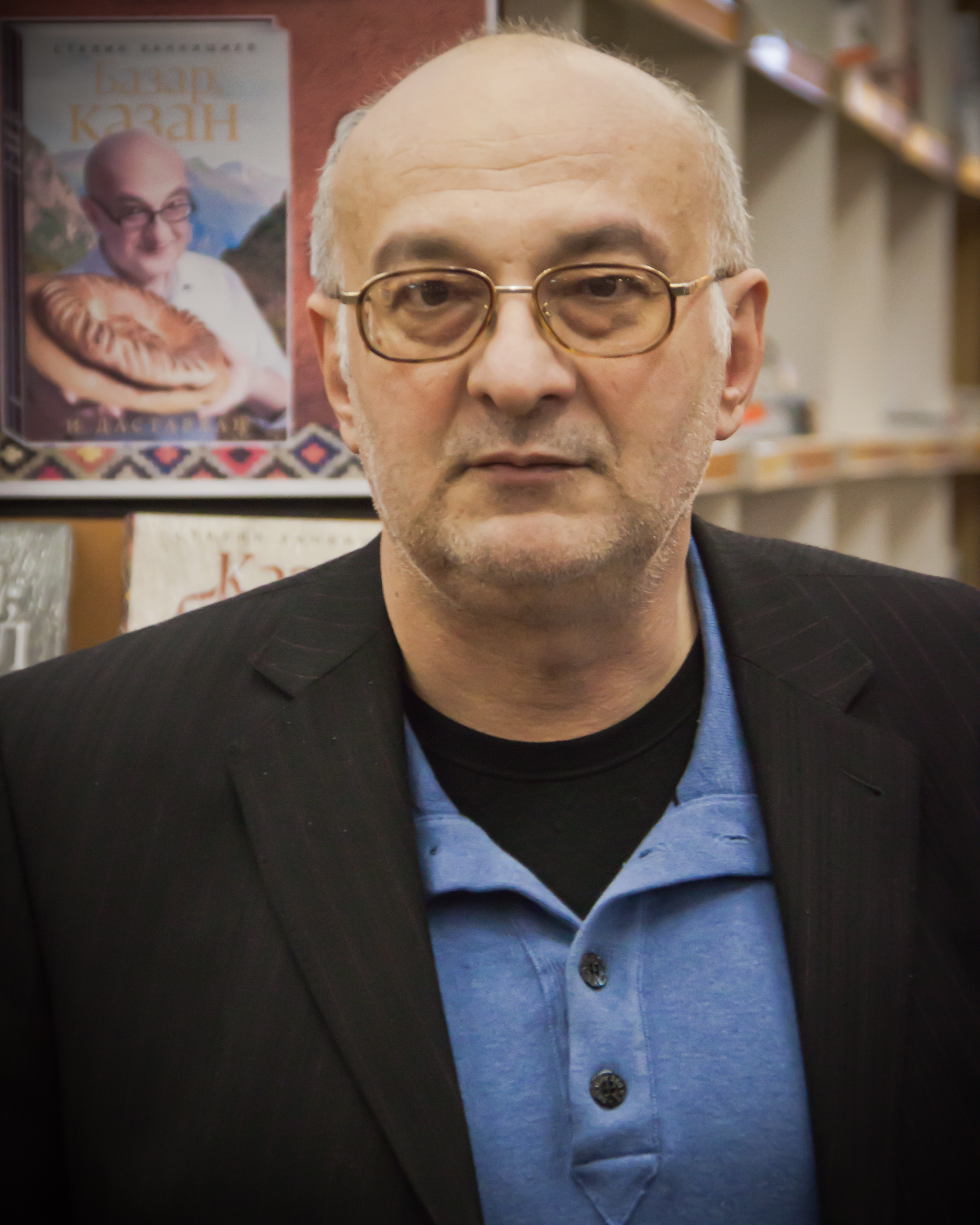
Ханкишиев в 2012 году

Родился в узбекском городе Фергана. Отец — азербайджанец, был преподавателем математики в Ферганском политехническом институте. Мать — немка, родом из Краснодарского края, работала в школе.
Ханкишиев начал готовить еду примерно с 16 лет, будучи студентом Московского института стали и сплавов. Был отчислен по неясным причинам после третьего семестра, так как Станислав учился удовлетворительно и поведением не отличался от остальных студентов. Не закончив институт, вернулся в Фергану. Поступил в Ферганский политехнический институт по специальности «Промышленное и гражданское строительство» и также не закончил его.
Организовал студию звукозаписи, которую оставил в начале 1990-х. Занимался продажей бытовой техники.

### Карьера кулинара
Кулинарного образования не имеет, самоучка. В сентябре 2000 года начал размещать в интернете материалы по узбекской кухне. Освоил фотографирование еды. На основе ранее опубликованных записей издал свою первую книгу в 2006 году и вскоре, прожив 44 года в Фергане, переехал в Москву. В Москве издал ещё десять кулинарных книг, пять из которых получали награды в различных номинациях на всемирном конкурсе Гурман, а книга «Казан, кулинарный самоучитель» удостоилась Гран-при конкурса. Deutsche Welle описывает книги как «прекрасно изданные, отлично иллюстрированные, напечатанные на хорошей бумаге книги, настоящие художественные альбомы».
Принимал участие в «Званом ужине» на «РЕН ТВ» (20 декабря 2006). Появлялся на канале «Телекафе» (2007). Вёл программу «Неженское дело» на канале «Парк развлечений» (2008—2009). Неоднократно был гостем программ на радио «Эхо Москвы» (2006—2011). В 2009—2019 годах представлял кулинарную рубрику «Казан-мангал» в программе «Дачный ответ» на телеканале НТВ. В 2019 году непродолжительное время периодически появлялся в программе «Квартирный вопрос». 25 февраля 2021 года презентовал свой новый проект «Сталик Ханкишиев: О вкусной и здоровой пище. Телеальманах», программа стала выходить на телеканале «РЕН ТВ».
Ведёт свой кулинарный канал на YouTube и блог в «Живом Журнале».

## Оценки
Сталик — совершеннейший самоучка, блистательный дилетант, но он действительно потрясающе готовит, замечательно об этой своей готовке пишет и совершенно умопомрачительно фотографирует то, что получается.— Издательство Corpus
| Награда                        | Год  | Книга                         | Номинация              |
| ------------------------------ | ---- | ----------------------------- | ---------------------- |
| Gourmand World Cookbook Awards | 2012 | Базар, казан и дастархан      | Национальная кухня     |
| Gourmand World Cookbook Awards | 2013 | Мангал                        | Популярный телеведущий |
| Gourmand World Cookbook Awards | 2015 | Плов: кулинарное исследование | Шёлковый путь          |